# Tadej Hrušovar
Tadej »Dejvi« Hrušovar, slovenski pevec in skladatelj zabavne glasbe, * 5. junij 1947, Celje, † 5. december 2020. 

## Kariera
Svojo glasbeno pot je kot gimnazijec ljubljanske bežigrajske gimnazije začel leta 1964, v istega leta ustanovljenem in takrat zelo priljubljenem celjskem ansamblu The Fellows, s katerimi je prvič nastopil na večjem koncertu. To je bil koncert ob Dnevu mladosti leta 1966 v Hali Tivoli pred 6000 ljudmi. Istega leta se je pridružil glasbeni skupini Bele vrane, po njenem razpadu leta 1975 pa je ustanovil skupino Pepel in kri, ki je že prvo leto zastopala Jugoslavijo na Evroviziji z eno največjih uspešnic slovenske glasbe sploh – pesmijo Dan ljubezni. Na istem festivalu je sodeloval tudi leta 1990, kjer prav tako s skupino Pepel in kri pomagal italijanskemu pevcu Totu Cutugnu. S skladbo Samo tvoje ime znam se je leta 1977 predstavil na Splitskem festivalu. Njegova skladba Tu je Dalmacija se je dve leti kasneje uvrstila na prvo mesto.
V mladosti se je ukvarjal z atletiko in bil jugoslovanski rekorder v skoku v daljino.
Napisal je preko 400 skladb za različne izvajalce, ki so nastopali na številnih zabavnoglasbenih festivalih. Med najbolj znanimi je bilo njegovo ustvarjanje za skupino Hazard. Deloval je kot producent v razvedrilnem programu RTV Slovenija, pred tem pa je bil pravnik v Zavodu za mednarodno sodelovanje.
V času službovanja na Radiu Slovenija je kot idejni vodja, urednik in producent formiral prireditev Pop delavnica, s katero je po koncu slovenske popevke želel odpreti vrata novim trendom.
Do leta 1982 je bil poročen z Ditko Haberl, s katero je imel dva otroka, hčer in sina. V poznejši zvezi pa še dva sinova – eden od njiju je improvizator in igralec Jan Hrušovar.
Umrl je zaradi zapletov povezanih s koronavirusno boleznijo.

## Uspešnice
Napisal je glasbo za uspešnice kot so:
| Skladba                      | Leto | Tekst                       | Izvajalec                           |
| ---------------------------- | ---- | --------------------------- | ----------------------------------- |
| "Dan ljubezni"               | 1975 | Dušan Velkaverh             | Pepel in kri                        |
| "Pesem za dinar"             | 1979 | Dušan Velkaverh             | Pepel in kri                        |
| "Vsak je sam"                | 1980 | Dušan Velkaverh             | Hazard                              |
| "Marie, ne piši pesmi več"   | 1981 | Dušan Velkaverh             | Hazard                              |
| "Najleše pesmi"              | 1983 | Dušan Velkaverh             | Hazard                              |
| "Otroci pankrtov"            | 1983 | Dušan Velkaverh             | Hazard                              |
| "Smučajmo vsi"               | 1983 | Dušan Velkaverh             | Pepel in kri ft. Jugoslovanska rep. |
| "Sabina je, Sabine ni"       | 1986 | Dušan Velkaverh             | Bazar                               |
| "Čez praznike spet bom doma" | 1987 | Ivan Sivec                  | Obvezna smer                        |
| "Nekoč bom zbral pogum"      | 1989 | Brendi                      | Pop Design                          |
| "Modre oči"                  | 1985 | Dušan Velkaverh             | Božidar Wolfand - Wolf in F+        |
| "Suženj ritma"               | 1986 | Helena Banič                | Božidar Wolfand - Wolf              |
| "C'est La Vie"               | 1986 | Tadej Hrušovar              | Božidar Wolfand - Wolf              |
| "Nekdo igra klavir"          | 1993 | Dušan Velkaverh             | Čudežna polja                       |
| "Naša babica praznuje"       | 1993 | Majda Pečarič               | Majda Pečarič & Toni Kapušin        |
| "Zadnjič"                    | 1987 | Simona Weiss                | Simona Weiss                        |
| "Moja Mari"                  | 1987 | Dušan Velkaverh             | Big Ben                             |
| "Samo za zaljubljene"        |      |                             | Big Ben                             |
| "Ali Silvija ve"             |      |                             | Big Ben                             |
| "Barka za Unije"             |      |                             | Big Ben                             |
| "Who's the Real Kekec?"      | 1999 | Dušan Velkaverh Dalaj Eegol | Ali En                              |

## Diskografija

### Albumi
- Dan ljubezni (1976)

S skupino Pepelom in kri je nazadnje nastopil septembra 2019.